# Christian Franke (Regisseur)
Christian Franke (* 1983 in Naumburg/Saale) ist ein deutscher Regisseur, Dramaturg und Autor.

## Leben
Christian Franke studierte germanistische Literaturwissenschaft, Philosophie und Angewandte Ethik in Jena. In diesem Zeitraum veröffentlichte er erste literarische Arbeiten und war Preisträger des Jungen Literaturforum Hessen-Thüringen. Nach dem Studium absolvierte er eine Dramaturgieassistenz am Düsseldorfer Schauspielhaus und Regiehospitanzen (u. a. bei Karin Henkel und Oliver Reese) am Schauspiel Frankfurt. Hier war er im Anschluss fester Regieassistent und arbeitete regelmäßig mit Jürgen Kruse zusammen, der ihn später auch als Dramaturg engagierte. Zusätzlich assistierte er bei Alice Buddeberg, Amélie Niermeyer, Philipp Preuss, Christopher Rüping und anderen. Als Gastdramaturg arbeitete er auch am Frankfurter Autoren Theater und an der Theaterperipherie Frankfurt. Mit einigen seiner Mitarbeiter hat er kontinuierlich gearbeitet. Die Bühnenbilder werden immer von Sabine Mäder entworfen.
2015 wurde er mit seiner Inszenierung Die Geschichte von den Pandabären zum Kaltstart Theaterfestival nach Hamburg eingeladen. Im gleichen Jahr wurde seine Inszenierung Ein kurzer Aussetzer an das Theater Münster übernommen.
Seine erste Arbeit als Dramatiker war das Theaterstück Wut und Gedanke, welches sich um Adorno und die Kritische Theorie dreht. Im Juli 2016 wurde das Stück an die Volksbühne Berlin eingeladen, wo im Anschluss an das Gastspiel eine Gesprächsrunde mit Carl Hegemann, Marcus Steinweg und Christian Franke unter dem Titel Wut und Gedanke / Überstürztes Denken Spezial stattfand.
Bei dem Oberhausener Theaterpreis 2018 wurde die Schauspielerin Anna Polke für die Rolle der Martha in Das dritte Leben des Fritz Giga zweifach ausgezeichnet. Sie erhielt den Ersten Preis für besondere künstlerische Leistung und den Publikumspreis. Franke, der Autor und Regisseur des Stücks, hielt die Laudatio.
2019 erhielt das Staatstheater Braunschweig den Martin-Linzer-Theaterpreis für herausragende künstlerische Leistung. In der Begründung wurde u. a. "die philosophische Annäherung an Walter Benjamin in Christian Frankes Projekt 'Ein Engel der Geschichte' " gewürdigt.

## Werke (Auswahl)
Wut und Gedanke
Uraufführung: 8. März 2015, Schauspiel Frankfurt
»Wenn der Sozialismus unwahrscheinlich ist, bedarf es der um so verzweifelteren Entschlossenheit, ihn wahr zu machen« – Spruchbänder in Seminarräumen und Flugblätter auf dem Campus. Im Januar 1969 besetzen Studenten das Frankfurter Institut für Sozialforschung. Die Institutsleiter Theodor W. Adorno und Ludwig von Friedeburg lassen die Besetzung auflösen. Hans-Jürgen Krahl wird als einziger der Studenten angezeigt. Krahl, der »Robespierre von Bockenheim«, wie er von seinen Genossen des Sozialistischen Deutschen Studentenbunds genannt wird, war nicht nur Cheftheoretiker der Studentenbewegung, sondern auch bester und vielversprechendster Schüler Adornos. Mit dem Einschreiten der Polizei ist der offene Bruch zwischen Lehrer und Schüler unvermeidbar.

Der Spieler : Dostojewski
Uraufführung: 16. Januar 2017, Staatstheater Wiesbaden
Im Oktober 1866 befindet sich Fjodor Dostojewski in einer scheinbar hoffnungslosen Situation. Mit dem Verleger Stellowski hat er aus Geldnot einen verzweifelten Vertrag abgeschlossen: Er soll ihm exklusiv bis zum 1. November einen neuen, zehn Druckbögen umfassenden Roman abliefern und damit seine Spielschulden tilgen. Doch 26 Tage vor Fristablauf hat Dostojewski noch kein einziges Wort geschrieben. Ein befreundeter Professor schickt ihm daraufhin seine Schülerin Anna Grigorjewna. Die junge Frau ist nicht nur gebildet, sondern auch eine begnadete Stenografin. Es folgen dramatische Wochen, aus denen sowohl der verlangte Roman hervorgeht als auch die Hochzeit des Dichters mit der fünfundzwanzig Jahre jüngeren Anna. Doch schon die Hochzeitsreise ins Ausland wird erneut eine Flucht vor den Gläubigern. Fjodor und Anna fahren in die deutschen Kurorte, um Roulette zu spielen, und nehmen auch in Wiesbaden Quartier.

CAPA ! TARO
Uraufführung: 17. Mai 2017, Theaterhaus Jena
Der Kriegsfotograf Robert Capa ist eine Legende. Er wurde kreiert von der Deutschen Gerda Pohorylle und dem Ungarn André Friedmann, die den Namen erfinden, um ihre Fotografien besser verkaufen zu können. Als 1936 in Spanien der Bürgerkrieg ausbricht, begleitet das Liebespaar die Kämpfe gegen die Faschisten und mit dem Foto „Der fallende Soldat“, um das sich noch heute Mythen ranken, wird „Robert Capa“ berühmt. Wenig später stirbt Gerda Pohorylle, die sich inzwischen Gerda Taro nennt, bei einem Einsatz und wird posthum zur antifaschistischen Heldin stilisiert. – Und Friedmann bleibt nichts anderes übrig, als die Rolle des wagemutigen Kriegsfotografen Capa, den seine Geliebte für ihn ersonnen hat, weiter zu spielen.

Das dritte Leben des Fritz Giga
Uraufführung: 20. April 2018, Theater Oberhausen
Zwei Straßen sind in Oberhausen nach dem Antifaschisten Fritz Giga benannt. Die Gestapo hat sich 1934 sehr für ihn interessiert, vor allem für sein möglichst schnelles Ableben. Fritz Giga hat während der Ruhrkämpfe nicht nur das Oberhausener Rathaus mit seinen Kameraden besetzt, sondern nach 1933 weiter gegen die Nazis gekämpft, bis sie ihn erwischten. Entgegen der Schilderungen der Gestapo-Akte sind es SA-Schergen, die ihn nach dem brutalen Verhör aus dem dritten Stock des Polizeipräsidiums werfen. Die Zeitungen hatten den „Selbstmord“ des „Hochverräters“ bereits gemeldet, doch in der Leichenhalle bemerkt ein Mitarbeiter, dass er noch lebt und so wird Giga ins Krankenhaus gebracht. Dort kümmert sich Krankenschwester Marta aufopferungsvoll um Gigas zerschundenen Körper. Die Frage nach seinem wahren Schicksal lässt sie nicht mehr los, doch da wird er schon wieder abgeholt.

Ein Engel der Geschichte
Uraufführung: 10. Mai 2019, Staatstheater Braunschweig
Der Historismus erzählt die Geschichte der Gewinner. Ihre ebenfalls siegenden Nachfahren zementieren ihn zur Tradition. Ein solches Geschichtsverständnis aufzusprengen und sich den Trümmern der Geschichte zu widmen, die Lumpen der Verlierer aufzusammeln und sie profan erleuchten zu lassen, hat sich einer zur Aufgabe gemacht, der selbst beinahe vergessen worden wäre: Walter Benjamin.

Hannah! Das Erwachen eines politischen Bewusstseins
Uraufführung: 11. Dezember 2021, Hessisches Landestheater Marburg
Die junge Studentin Hannah Arendt begeistert sich für Literatur und Philosophie, weshalb sie nach Marburg kommt, um hier bei dem talentierten Martin Heidegger ein Denken kennenzulernen, das nicht nur bloßes Wissen-Wollen ist. Sie begegnet hier ihrer besten Freundin – die schon seit hundert Jahren tot ist: Rahel Varnhagen. Die deutsche Jüdin aus der Zeit der Romantik zeigt ihr eine verborgene Tradition auf, als deren Teil sich Hannah selbst begreifen muss, als Jüdin, als Teil des jüdischen Volkes. Hannah emanzipiert sich zur politischen Denkerin.

Laika und Margarita / Eine kosmische Korrekturmaßna- wuff wuff!
Uraufführung: 30. April 2025, Staatstheater Darmstadt
In seiner neuesten Arbeit lässt Franke die Romanfigur Margarita und die berühmte, erste Hündin im Weltall, Laika, aufeinandertreffen. Mit dabei sind auch der ukrainische Raketenkonstrukteur Koroljow und der Spross einer Zirkusdynastie.

## Inszenierungen (Auswahl)
- 2013 Ein kurzer Aussetzer von Carlos Eugenio López am Schauspiel Frankfurt[19]
- 2014 Die Geschichte von den Pandabären von Matei Vișniec am Schauspiel Frankfurt[7]
- 2015 Wut und Gedanke von Christian Franke am Schauspiel Frankfurt[8]
- 2017 Der Spieler : Dostojewski von Christian Franke am Staatstheater Wiesbaden[9]
- 2017 CAPA ! TARO von Christian Franke am Theaterhaus Jena[15]
- 2018 Dostojewskis Krokodil in einer Fassung von Christian Franke am Theaterhaus Jena[20]
- 2018 Das dritte Leben des Fritz Giga von Christian Franke am Theater Oberhausen[10]
- 2019 Ein Engel der Geschichte von Christian Franke am Staatstheater Braunschweig[16]
- 2020 Bouvard und Pécuchet nach Gustave Flaubert am Staatstheater Braunschweig[21]
- 2021 Hannah! Das Erwachen eines politischen Bewusstseins von Christian Franke am HLT Marburg[17]
- 2021 Two Women Waiting For... von Christian Franke am Theater Bielefeld[22]
- 2022 der himmel ist ja da. der himmel fängt hier unten an. nach Ronald M. Schernikau am Anhaltischen Theater Dessau[23]
- 2024 Fragment Felix von Christian Franke unter Verwendung der Schriften Felix Hartlaubs am Nationaltheater Mannheim[24]
- 2025 Laika und Margarita / Eine kosmische Korrekturmaßna- wuff wuff! von Christian Franke am Staatstheater Darmstadt[18]

## Arbeitsweise und Stilmittel
Der Theaterkritiker Stefan Michalzik von der Frankfurter Rundschau schreibt über den Spielort des Stücks Wut und Gedanke und dessen Geschichte. Außerdem verweist er auf die Methode sich Adorno über seinen Schüler Krahl zu nähern und ordnet das Stück dem dokumentarischen Theater zu:
„Das Frankfurter Schauspiel ist vor Ort gegangen, an die Frankfurter Universität: „Wut und Gedanke“ von dem jungen Regisseur Christian Franke ist ein intimes Dokumentarstück über die Verbindung von Krahl und Adorno. Der Monolog für den grandiosen Schauspieler Vincent Glander wird gespielt im IG-Farben-Haus. Dass es sich nicht um historischen Boden handelt, spielt keine Rolle: Der Bibliotheksraum erscheint mit seiner neu-antiquierten Aura als zweistöckige Büchergruft ideal. Und das IG-Farben-Haus ist mehrfach historisch aufgeladen: als einstiges Verwaltungsgebäude des Herstellers des in Auschwitz verwendeten Gases Zyklon B wie als Hauptquartier der US-Truppen in Deutschland nach dem Krieg. (…) Es gelingt dieser Inszenierung ganz fabelhaft, das intellektuelle Klima dieser Zeit wie auch die widersetzlichen Charaktere der beiden Kontrahenten fassbar zu machen. Ein wenig Humor schwingt am Rande in diesen wohlerwogen lebhaften anderthalb Stunden immer mit. Dem Krahl werden aktuelle Aperçus eingeschrieben, etwa mit Blick auf das Center of Financial Studies an der Frankfurter Universität und den bedenklichen Einfluss der Großbanken als Geldgeber. Diese kleine Theaterarbeit ist ein gelungener Coup.“
Michael Hierholzer, Kulturredakteur der FAZ, sieht Wut und Gedanke als Theaterstück mit Performance-Elementen:
„Christian Franke hat „Wut und Gedanke“ als Produktion des Frankfurter Schauspiels inszeniert, einen Monolog über den Philosophen und seinen Schüler, den „Nein-Sager“ Adorno, der seine Lehren nicht als Anleitung zum Aktionismus verstanden wissen wollte, und den SDS-Mann Krahl, der von seinem Lehrer forderte, sich an die Spitze der Revolution zu stellen. Weil er seine Werke als Aufforderung begriff, zunächst einmal das universitäre Umfeld und sodann die Gesellschaft radikal zu verändern. (…) Auf die Besucher warten diverse Performance-Elemente. Das beginnt mit dem Hinauf- und Hinabsteigen breiter Universitätstreppen, bis das Publikum an die Stätte des Geschehens gelangt, und endet mit einem Menschen, der eine überdimensionierte Vogelmaske trägt und einen beim Verlassen des Gebäudes nach der Vorstellung in die großstädtische Nacht entlässt.“
Die Theaterkritikerin Judith von Sternburg vergleicht die Inszenierung Die Geschichte von den Pandabären mit einem Hörspiel:
„Eine verrätselte Stunde, die von den Schauspielerinnen Katharina Bach und Linda Pöppel in der Frankfurter Schauspiel-Box mit großer Zärtlichkeit vorgetragen wird: Gurrend, schnurrend, knuspernd, kruschelnd, quiekend, leise lachend, leise plaudernd, fast ein Hörspiel. (…) Die seltsame Ausgangssituation auf der Bühne stammt von Christian Franke (Regie) und Sabine Mäder (Bühne). Das Publikum kann rundum die Füße in eine Vertiefung baumeln lassen, die schaumstoffgepolstert eine Art Tonstudio darstellt. Auch dass der Mann in einem Bau wohnt, wäre ein vernünftiger Gedanke. In der Mitte liegt allerlei bereit, das einerseits lediglich sonderbar ist (all die Zitronen), andererseits der Klangerfindung dient. Tatsächlich werden Pöppel und Bach in erster Linie einander an den Rändern gegenüber stehen und mithilfe von Mikrofonen und kleinen selbstaufgenommenen Klangschlaufen eine possierlich klingende Welt inszenieren.“